# Rengle d'habitatges a la Rambla, 84-112 (Sabadell)
El Rengle d'habitatges a la Rambla, 84-112 és una obra de Sabadell (Vallès Occidental) protegida com a Bé Cultural d'Interès Local.

## Descripció
Promoció unitària d'habitatges unifamiliars d'un sol cos formats per planta baixa i dos pisos. Es tracta de la promoció més antiga que resta a Sabadell. Els habitatges presenten una decoració austera i la seva organització respon als tipus emprats pel mestres d'obres. L'ornamentació se cenyeix a l'emmarcament de les portes i les finestres limitant-se a una senzilla motllura realitzada amb estuc. La majoria de plantes baixes han estat modificades.

## Història
Donada la situació dels habitatges a la Rambla de Sabadell, que es constitueix en un dels eixos comercials de la ciutat, ha motivat que aquests habitatges hagin vist modificada la seva estructura interna, així com, la façana, per tal d'instal·lar comerços.